# Peter Mews
Peter Mews (25 mars 1619 - 9 novembre 1706) est un théologien et évêque royaliste anglais. C'est un capitaine capturé à Naseby et il a plus tard des discussions en Écosse pour la cause royaliste. Il est ensuite nommé évêque.

## Biographie
Mews est né à Caundle Purse dans le Dorset et fait ses études à la Merchant Taylors' School de Londres et au St John's College d'Oxford, dont il est étudiant puis Fellow .
Lorsque la guerre civile éclate en 1642, Mews rejoint l'armée royaliste et, après avoir été nommé capitaine, est fait prisonnier à Naseby, mais il est bientôt relâché et en 1648 se réfugie en Hollande. Il se lie d'amitié avec le secrétaire du roi Charles Ier, Edward Nicholas, et étant habile à se déguiser, il est très utile aux royalistes sous le règne d'Oliver Cromwell, entreprenant deux voyages en Écosse en 1653. En août de la même année, son ami Nicholas demande à Mary, princesse royale et princesse d'Orange, d'user de son influence pour obtenir de Mews un poste de lecteur en philosophie au Collège d'Orange à Bréda, mais il reçoit une réponse de Hyde indiquant que la place est pour un homme "qui n'a pas fait l'école buissonnière de ses livres" .
Avant cela, Mews est ordonné. Obtenant le diplôme de DCL et retrouvant sa place à Oxford après la Restauration, il devient archidiacre de Huntingdon, vicaire de St Mary's, Reading, et aumônier du roi ; puis, ayant obtenu deux autres cures, il est fait chanoine de Windsor, chanoine de Saint David's et archidiacre de Berkshire (1665-1672).
En 1667, alors qu'il arrange à Bréda la paix entre l'Angleterre et la République néerlandaise, il est élu président du St John's College d'Oxford, succédant à son beau-père, Richard Baylie, et devient ensuite vice-chancelier de l'université d'Oxford  et doyen de Rochester. Il est nommé évêque de Bath et Wells en 1672. Il utilise sa position pour entrer en contact avec les familles aisées non conformistes. Il accorde une attention particulière à Mary Speke et à sa famille.
Mews démissionne de sa présidence à l'Université d'Oxford en 1673, et en 1684 il est élu évêque de Winchester, un poste que ce « vieux et honnête cavalier », comme l'appelle Thomas Hearne, occupe jusqu'à sa mort. L'évêque est enterré dans la Cathédrale de Winchester.
Mews a prêté ses chevaux de calèche pour tirer le canon à un moment critique de la bataille de Sedgemoor, où il est blessé alors qu'il accompagne l'armée royale. Il est cependant en sympathie avec les sept évêques et n'a été empêché que par la maladie d'assister à leur réunion; et en tant que visiteur du Magdalen College d'Oxford, il soutient les membres dans leur résistance à Jacques II, admet leur candidat, John Hough, à la présidence et rétablit les membres expulsés en octobre 1688.
Il prête serment à Guillaume III et à Marie II en 1689. En l'absence d'Henry Compton, évêque de Londres, Mews joue le rôle principal lors de la consécration de John Tillotson comme archevêque de Cantorbéry en 1691.
Un portrait est affiché dans le grand hall du manoir du XVe siècle, Athelhampton Hall, connu sous le nom d'Athelhampton House, à quelques kilomètres de Dorchester dans le Dorset.